# Frieda S. Miller
Frieda Segelke Miller, née le 16 avril 1890 à La Crosse dans l'État du Wisconsin et morte le 21 juillet 1973 dans le quartier de Manhattan de la ville de New York, est une syndicaliste américaine, une défenseure des droits civiques des femmes, une professeure d'université et une fonctionnaire de l'État fédéral.    
À partir de 1923, sa vie est indissociable de son amie et compagne Pauline Newman.    
De 1917 à 1923, Frieda S. Miller est la secrétaire générale de la Women's Trade Union League de Philadelphie dans l'État de la Pennsylvanie.    
De 1924 à 1926, est inspectrice du travail industriel pour le compte de l'International Ladies' Garment Workers' Union (ILGWU).    
De 1929 à 1938, Frieda S. Miller est directrice de la division des ouvrières de l'industrie au sein du New York State Department of Labor (en).    
De 1930 aux années 1950, Frieda S. Miller est une des représentantes pour les États-Unis auprès de l'Organisation internationale du travail.    
De 1944 à 1952, Frieda S. Miller est la directrice de la division des femmes du Département du Travail des États-Unis.    
Frieda S. Miller achève sa carrière comme représentante des  États-Unis auprès de l'agence de l'International Save the Children Union (en) de l'Organisation des Nations unies.

## Biographie

### Jeunesse et formation

#### Une famille germano-américaine
Frieda S. Miller est l'aînée des deux filles de Erna Segelke Miller et de James Gordon Miller qui exerce le métier d'avocat. Son père est né dans l'Empire allemand et sa mère à La Crosse, tous les deux font partie de la communauté des Germano-Américains. Alors que Frieda S. Miller est âgée de cinq ans, sa mère Erna Segelke Miller meurt de façon soudaine. Son père James Gordon Miller envoie sa fille vivre auprès des grands parents maternels Augusta et Charles F. Segelke, ce dernier dirige une entreprise industrielle la Segelke, Kohlhaus Company,,.  

#### Une sensibilisation précoce aux rapports sociaux au sein des entreprises
En visitant la Segelke, Kohlhaus Company, Frieda S. Miller est frappée par la loyauté des ouvriers vis-à-vis de leur patron Charles F. Segelke. Le management de son grand père fait que tout au long de sa carrière professionnelle, elle est soucieuse des lois et réglementations pouvant favoriser le dialogue entre les parties prenantes afin de sortir des conflits de façon satisfaisantes pour les uns comme les autres.  

#### Tragédies
Durant l'année 1903, Frieda S. Miller perd successivement  son grand-père et son père. Elle est alors élevée par sa tante et sa grand-mère,.

#### Études
Après avoir achevé ses études secondaires à La Crosse, Frieda S. Miller est admise au Downer College (en) de Milwaukee dans l'État du Wisconsin, où elle obtient son Bachelor of Arts (licence) en 1911. Grâce à une bourse d'études, Frieda S. Miller peut continuer ses études, elle est admise à l’université de Chicago où pendant quatre ans de 1911 à 1915, elle suit des cours de cours de droit, sociologie, économie et sciences politique afin de présenter un doctorat, qu'elle n'a pu finaliser,. 

### Carrière

#### La Women's Trade Union League de Philadelphie

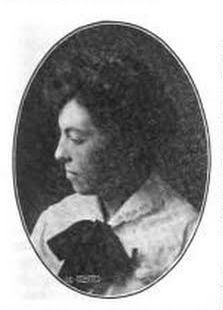
Photographie de Pauline Newman prise en 1912.

En 1916, Frieda S. Miller commence sa carrière professionnelle en tant que maître-assistant au Bryn Mayr College où elle enseigne l'économie sociale. Au bout d'une année, elle quitte le Bryn Mayr College, pour exercer la charge de secrétaire générale de la Women's Trade Union League (WTUL) de Philadelphie C'est lors de son recrutement qu'elle fait la connaissance de Pauline Newman la fondatrice de la WTUL de Philadelphie, c'est le début d'une longue amitié, de compagnonnage et de collaboration qui dure jusqu'au décès de Frieda S. Miller en 1974. Frieda S. Miller quitte la   WTUL de Philadelphie en 1923, année de son départ pour New York où elle rejoint Pauline Newman qui habite dans un appartement de Greenwich Village,,. 
Cela dit, durant sa direction de la WTUL de Philadelphie, elle participe à la création de la Trade Union College et s'implique dans la fondation du Workers' Education Bureau of America (en),. 

#### Voyage en Europe
En 1923, Frieda S. Miller et Pauline Newman entreprennent un voyage en Europe où elles participent au Congrès international des femmes. Frieda S. Miller visite l’Autriche, l'Allemagne, le Royaume-Uni  pour y étudier les conditions de travail des salariés. Pendant leur séjour en Italie, Frieda S. Miller a une aventure avec un homme marié, de cette idylle naît une fille Elisabeth connue plus tard sous le nom d'Elisabeth Burger (en), elles décident de l'adopter et l'emmènent avec elles à New York,,,.

#### L'International Ladies' Garment Workers' Union
En 1924, Frieda S. Miller et Pauline Newman retournent à New York. L'International Ladies' Garment Workers' Union (ILGWU) nomme Pauline Newman au poste de directrice de l'ILGWU Union Health Center, un service sanitaire et hospitalier pour ses adhérents, Frieda S. Miller la rejoint où elle travaille en tant qu'inspectrice du travail industriel. Grâce à ce poste, elle découvre la saleté et le manque de règles de sécurité dans lesquels la plupart des ouvriers doivent subir dans les usines,,. 
En 1926, Frieda S. Miller rédige un rapport à destination des associations de bienfaisance de l'État de New York. Elle y formule des préconisations en matière de l'habitat et de la santé des personnes âgées. 

#### Le New York State Department of Labor

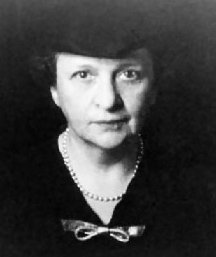
Frances Perkins.

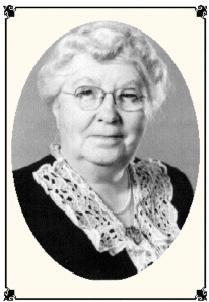
Mary Anderson (syndicaliste).

Frieda S. Miller attire l'attention de Frances Perkins, la présidente du New York State Department of Labor (en), elles se rencontrent et deviennent amies. Grâce à l'appui de France Perkins, en 1929, Frieda S. Miller est nommée à la direction d'une division chargée des femmes qui travaillent dans l'industrie. Poste dont elle a la responsabilité jusqu'en 1938. Quand passe la loi sur le salaire minimum promulguée en 1933 par la législature d'État de New York, il revient à Frieda S. Miller d'en établir le montant pour les femmes en accord avec les salariées,,.
En 1938, Herbert H. Lehman, le gouverneur de l'État de New York nomme Frieda S. Miller à la tête du New York State Department of Labor, afin de remplacer Frances Perkins,qui est partie à Washington pour prendre ses fonctions de Secrétaire au Travail des États-Unis au sein du gouvernement du président Franklyn Delano Roosevelt. Nomination qui fait de Frieda S. Mille la seconde femme à exercer ce poste,,.
Pendant sa direction du New York State Department of Labor, Frieda S. Miller lie le droit du travail à celui des droits des salariés. Elle met également en place un système d'assurance chômage financé par des taxes versées par les employeurs et dont bénéficient plus de 3 000 000 de salariés privés d'emploi. Enfin, elle crée une agence de placement, plus de 50% des personnes qui trouvent un emploi le sont grâce à cette agence,. 
Sa direction prend fin en décembre 1942, avec l'élection du républicain Thomas Dewey au poste de gouverneur de l'État de New York. À la suite de quoi, en 1943, Frieda S. Miller est nommée à l'ambassade américaine de Londres en tant que conseillère auprès de l'ambassadeur John G. Winant,.  

#### Le département du Travail des États-Unis
En 1944, Frances Perkins nomme Frieda S. Miller à la tête de l'United States Women's Bureau (en), service du département du Travail des États-Unis en remplacement de Mary Anderson (syndicaliste) (en) en vue de préparer le reclassement des ouvrières qui ont remplacé les hommes partis au front pendant la Seconde Guerre mondiale,.
En 1950,  Frieda S. Miller y crée une commission consultative du travail, qui a pour mission de faire remonter les revendications des 15 syndicats de salariées et plus spécialement soulever les questions propres aux femmes qui dans la période de l'après guerre ont subi des vagues de licenciement ou des baisses de salaires avec un but clair « à travail égal, salaire égal ». 
Avec la venue des Républicains au pouvoir à la suite de la victoire de Dwight D. Eisenhower à l'élection présidentielle de 1952, Frieda S. Miller est démises de la direction de l'United States Women's Bureau,

#### L'Organisation internationale du travail
En 1936, grâce à l'influence de Frances Perkins, le président Franklyn Delano Roosevelt nomme Frieda S. Miller comme l'un des premiers délégués représentant les États-Unis au sein de l'Organisation internationale de travail (OIT) de la Société des Nations.
Après son retrait de la direction de l'United States Women's Bureau, Frieda S. Miller a du temps pour mieux s'investir au sein de l'OIT. De 1955 à 1956, elle se rend dans différents pays de l'Extrême-Orient et de l'Amérique du Sud, où elle mène des enquêtes et rédige différents rapports contenant des préconisations quant au statut des femmes au sein de l'économie,.

#### Organisation des Nations unies
Au début des années 1960, Frieda S. Miller siège à l'agence International Save the Children Union (« Union Internationale de Secours aux Enfants ») de Organisation des Nations unies de Genève en tant représentante des États-Unis. Durant son mandat elle fonde et dirige un observatoire de la protection de l'enfance. Elle quitte ses fonctions en 1967.

### Vie privée
Des débats se sont posés pour savoir si la relation entre Frieda S. Miller et Pauline Newman relevait du lesbianisme, non seulement cela n'a pu être établi de façon formelle, mais ce soupçon a fait l'objet de démentis de la part de leur fille adoptive Elisabeth Burger,.
En 1969, Frieda S. Miller entre dans une résidence pour personnes âgée, le Mary Manning Walsh Nursing Home de New York. Elle y décède le 21 juillet 1973 des suites d'une pneumonie,.

## Rapports et articles

### Rapports
- Workmen's compensation law : rules of Industrial Board : rules of industrial commissioner relative to medical care of injured employees : with amendments and annotations to July 1, 1941, Albany, état de New York, State Department of Labor, 1941 (lire en ligne),

### Articles
- « Living Costs of Working Women in New York », Monthly Labor Review, Vol. 46, No. 3,‎ mars 1938, p. 571-578 (8 pages) (lire en ligne ),
- « State Agencies and Lawmaking », Public Administration Review, Vol. 2, No. 3,‎ été 1942, p. 205-220 (16 pages) (lire en ligne ),
- « Women in the Labor Force », The Annals of the American Academy of Political and Social Science, Vol. 251,‎ mai 1947, p. 35-43 (9 pages) (lire en ligne ),
- « Women Workers », The American Journal of Nursing, Vol. 50, No. 11,‎ novembre 1950, p. 722 (1 page) (lire en ligne ),